# 1991년 자다르 폭동
1991년 자다르 폭동 또는 자다르 수정의 밤(크로아티아어: Задарска кристална ноћ)은 1991년 5월 2일 크로아티아의 도시인 자다르에서 일어난 대규모 소요사태이다. 자다르 고원지역인 폴라차에서 SAO 크라이나 민병대의 습격으로 크로아티아 경찰관이 사망했다는 소식이 전해지자 자다르에서 크로아티아 민간인 약 2,000명이 세르브인 및 유고슬라비아 연방 기업의 재산을 약탈하고 파괴, 절도하는 일을 벌였다.

## 배경
프라뇨 투지만이 당수로 있는 민족주의 성향 정당인 크로아티아 민주연합이 1990년, 1991년 크로아티아 선거에서 연달아 승리하면서 크로아트인과 세르브인 사이 민족 갈등이 꾸준히 증가하였다. 대다수의 세르브인들은 하나의 유고슬라비아가 붕괴될 것이라고 투지만 세력에 반대하였다. 1990년 여름, 세르브인들이 다수 거주하는 지역인 달마티아 내륙 지역에서 도로를 봉쇄하고 달마티아 해안으로 가는 길을 막아버리는 로그 혁명 사건이 일어난다. 이런 세르브인의 반란은 1991년 초 슬라보니아 동부 지역으로 확산되어 세르비아 급진당과 연관된 것으로 알려진 세르브계 준군사조직이 슬라보니아 동부를 장악하고 비세르비아계 민간인을 추방하기 시작하였다.
1991년 5월 2일, 세르브계 반군이 보로보셀로에서 크로아티아 경찰 12명을 살해하였고, 시신의 일부 또는 전부를 훼손하였다고 알려졌다. 보로보셀로 충돌은 당시 크로아티아 내 분쟁중 사상자가 제일 많았던 사건이었으며 크로아티아 내 광범위한 충격과 분노를 일으켰다. 보로보셀로 전투 이후 크로아티아 내 민족 긴장이 극도로 높아졌다.

## 소요 사태
5월 2일, 달마티아 북부의 폴라차에서 23세의 크로아티아 경찰 프란코 리시차가 사망하였다. 크로아티아 경찰 측은 리시차의 사망 이유를 크라이나 세르비아계 민병대원으로 보이는 근접거리에 있는 적군의 발포로 사망하였다고 발표하였다.
같은 날 오후, 자다르 동남쪽의 교외 지역인 가제니차에서 자다르로 들어온 일련의 군중들이 세르브계 민족이나 유고슬라비아계 기업인 야트 에어웨이스와 같은 주요 기업 건물들을 약탈하고 파괴하기 시작하였다.
소요 사태는 오후부터 수 시간동안 이어졌으며, 다음 날까지 몇몇 사람들이 약탈 행위를 벌이고 있었다. 당시 자다르 지방 법원의 형사부 부장이었던 주로 크레소비치는 5월 3일 소요 이후 상황을 목격하고 한 보험회사에서 파괴된 건물 목록이 총 136건이라는 근거로 최소한 130여곳이 약탈당하고 파괴된 것으로 추정된다고 말했다.
도시 중심가에 깨진 유리창이 너무 많아, 다음 날 나로드니 리스트는 "자다르스카 노치 크리스탈라"(자다르에서의 깨진 유리창들의 밤)이라는 표제를 싣었고 이후 몇몇 언론에서는 이 날 자다르의 소요 사태를 "자다르의 수정의 밤"(kristalna noć)이라고 불렀다. 크로아티아 경찰의 대응은 미흡하였으며 보험회사인 치로아티아 오시구라네는 피해를 입은 세르브계 사업주들에게 소요 피해를 보상해주기로 합의하였다. 주로 크레소비치는 당시 자다르 경찰서와 군복 차림의 많은 경찰관들이 소요 사태에 가담하였다고 주장하였다. 크레소비치는 징계를 받았고 이후 지방법원 자리에서 좌천되었다.
자다르 소요 사태 이후 곧바로 크라이나 지역에서 반크로아티아 소요 사태가 일어났다.

## 여파
5월 6일에는 자다르 폭동과는 별개로 스플리트 도시에서 대규모 시위가 일어나 유고슬라비아 육군 병사 1명이 사망했으며 1명이 부상을 입었다.
1991년 7월, 유고슬라비아 인민군(JNA)과 세르브계 군대가 크로아트인이 다수 거주하고 있는 달마티아를 공격하기 시작하며 더불어 자다르 전투도 일어나면서 34명의 사상자가 발생하였다. 1995년 유고슬라비아 연방은 당시 파괴된 건물 수가 168곳이 넘는다는 보고서를 발표하였으며 자다르 지역의 크로아티아 민주연합 소속 공무원들이 소요를 부추겼다고 주장하였다. 유고슬라비아 연방은 이 소요사태가 "크로아티아 민주연합 내 활동가 다수가 주동하였으며 크로아티아 의회 부의장 블라디미르 셱스 및 크로아티아 의원 페타르 샬레와 같은 민주연합 내 고위직도 이 소요에 연관되었다"라고 주장했다. 스플리트 검찰청은 소요사태와 관련하여 연관자들에 대한 공개 조사를 하였으나 2002년 전원 불기소로 종결되었다.